# Grimisuat
Grimisuat (hist. Grimseln) – miejscowość i gmina (commune) w południowej Szwajcarii, w kantonie Valais, w okręgu (district) Sion. Graniczy z gminami Arbaz i Ayent.
Gmina została po raz pierwszy wspomniana w dokumentach między 1001 i 1000 rokiem jako Grimisoch. Gmina była w przeszłości nazywana potocznie jako Grimslen, jednak w ostatnich latach zaniechano używania tej nazwy.

## Demografia
W Grimisuat mieszkają 3694 osoby. W 2021 roku 14,2% populacji gminy stanowiły osoby urodzone poza Szwajcarią.
W 2000 roku 91,3% populacji (2 128 osób) mówiło w języku francuskim, 4,1% (95 osób) w języku niemieckim, 1,8% (42 osoby) w języku portugalskim, a 0,9% (25 osób) w języku włoskim.
Zmiany w liczbie ludności na przestrzeni lat przedstawia poniższy wykres: